# From the Depths of Darkness
A From the Depths of Darkness a norvég egyszemélyes zenekar Burzum válogatásalbuma. 2011. december 6-án jelent meg a Byelobog Productions kiadó által. A válogatáson szerepel az első két Burzum-nagylemez (Burzum és Det Som Engang Var) néhány dalának az újra felvett verziója és három új dal.

## Számlista
Az összes szám szerzője Varg Vikernes. 
| 1.    | The Coming (Introduction)                              | (új szám)          | 0:25  |
| 2.    | Feeble Screams from Forests Unknown                    | Burzum             | 7:48  |
| 3.    | Sassu Wunnu (Introduction)                             | (új szám)          | 0:44  |
| 4.    | Ea, Lord of the Depths                                 | Burzum             | 5:23  |
| 5.    | Spell of Destruction                                   | Burzum             | 6:47  |
| 6.    | A Lost Forgotten Sad Spirit                            | Burzum             | 11:30 |
| 7.    | My Journey to the Stars                                | Burzum             | 7:51  |
| 8.    | Call of the Siren (Introduction)                       | (új szám)          | 2:00  |
| 9.    | Key to the Gate                                        | Det Som Engang Var | 5:14  |
| 10.   | Turn the Sign of the Microcosm (Snu Mikrokosmos' Tegn) | Det Som Engang Var | 9:50  |
| 11.   | Channeling the Power of Minds into a New God           | Burzum             | 4:56  |
| 62:28 |                                                        |                    |       |

## Közreműködők
- Varg Vikernes – ének, összes hangszer
- Pytten – hangmérnök
- Davide Bertolini – producer
- Naweed Ahmed – maszterelés

## Fordítás
Ez a szócikk részben vagy egészben a From the Depths of Darkness című angol Wikipédia-szócikk ezen változatának fordításán alapul.  Az eredeti cikk szerkesztőit annak laptörténete sorolja fel. Ez a jelzés csupán a megfogalmazás eredetét és a szerzői jogokat jelzi, nem szolgál a cikkben szereplő információk forrásmegjelöléseként.